# 사해 (드라마)
《사해》(沙海)는 중국 텐센트비디오(腾讯视频)에서 2018년 7월 20일부터 9월 15일까지 방영된 웹드라마이다. 내용은 평범한 고등학생이 수상한 인물에게 습격을 당해 등에 기이한 모양의 상처를 입게 되면서 벌어지는 이야기이다. 《사해》(沙海)는 중국 동영상 사이트 qq, youku, iqiyi 등과 유튜브에서 쉽게 볼 수 있다. 

## 편수
총 55편이다.

## 원작
작가 난파이산수(南派三叔)의 소설 《도묘필기 소년편·사해 (盗墓笔记 少年篇·沙海)》를 각색하여 제작되었다.

## 줄거리
평범한 고등학생 려족(오뢰)은 길을 걷다가 갑자기 신비인의 습격을 당하고 등에 기이한 모양의 도안(지도)이 그려지게 된다. 출연 병원에서 치료를 받다 알게 된 간호사 양만(양용), 양만을 통해 두 사람은 식당에서 왕맹(주걸)을 만나게 되면서 신비인의 정체도 알게 된다. 두 사람이 양만의 집으로 돌아오던 중 우연히 일찍부터 기다리고 있던 오사(진호 역)는 려족에게 함께 사막에 가기를 요구한다. 그 후 사막에서는 믿기 어려운 사건들이 연이어 발생하며 드라마가 시작된다.

## 인물
| 배우   | 배역        |
| ------ | ----------- |
| 오뢰   | 리추 역     |
| 진호   | 오시에 역   |
| 장멍   | 수난 역     |
| 양용   | 량완 역     |
| 이신   | 헤이옌징 역 |
| 장명은 | 장르샨 역   |